# Лорікет сулавеський
Лоріке́т сулавеський (Saudareos ornata) — вид папугоподібних птахів родини Psittaculidae. Ендемік Індонезії. Раніше вважався конспецифічним з Saudareos meyeri.

## Опис

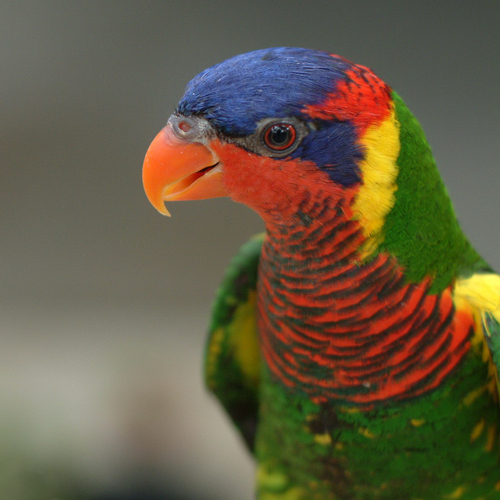
Голова сулавеського лорікета

Довжина птаха становить 22-25 см, вага 110-120 г. Забарвлення переважно зелене. Лоб, передня частина тімені і скроні фіолетово-сині, задня частина тімені, щоки, нижня частина обличчя, горло і груди червоні. Пера на горлі і грудях мають широкі фіолетово-сині края. На шиї з боків широкі жовті смуги, потилиця зелена. На плечах жовті плями. Нижні покривні пера крил і хвоста жовтуваті. Дзьоб червоно-оранжевий, очі червонуваті, навколо очей сірі кільця, лапи сірі.

## Поширення і екологія
Сулавеські лорікети мешкають на Сулавесі та на сусідніх островах Банґґаї, Тогіан, Муна, Бутон і Вангівангі. Вони живуть у вологих рівнинних тропічних лісах, на узліссях і галявинах, в рідколіссях, на болотах, в садах і на плантаціях. Зустрічаються парами або невеликими зграйками, на висоті до 1000 м над рівнем моря.